# 주영호
주영호(1980년 5월 21일 ~ )는 대한민국의 배우이다.

## 학력
- 연세대학교 체육교육학과 학사

## 작품활동

### 영화
- 《불량한 가족》 (2020년) - 독사 역
- 《악몽》 (2020년) - 촬영감독 역
- 《귀신의 향기》 (2019년) - 아영 부 역
- 《롱 리브 더 킹: 목포 영웅》 (2019년) - 박 검사 역
- 《흥부》 (2018년) - 최광열 역
- 《헤이 데이》 (2017년) - 바 사장 역
- 《비정규직 특수요원》 (2017년) - 택시취객 / 외교부 차관 (목소리) 역
- 《봉이 김선달》 (2016년) - 별궁 금군 역
- 《아빠가 돌아왔다》 (2016년) - 의사 역
- 《극비수사》 (2015년) - 서울형사 2 역
- 《트랩》 (2015년) - 황경장 역
- 《산다》 (2015년) - 진성 역
- 《11 프레임》 (2014년)
- 《사랑의 찬가》 (2014년) - 유곽찬 역
- 《봄》 (2014년) - 근수 역
- 《군도: 민란의 시대》 (2014년) - 악당포졸 역
- 《우는 남자》 (2014년) - 폭발물 해체팀장 역
- 《다리위 여자 다리밑 남자》 (2014년) - 성악가 역
- 《더 파이브》 (2013년) - 혜진남편 역
- 《우리들의 헤어진 여자친구》 (2013년) - 재현 역
- 《광해, 왕이 된 남자》 (2012년) - 별감 역
- 《차형사》 (2012년) - 주형사 역
- 《코리아》 (2012년) - 북한 보안요원 2 역
- 《불량남녀》 (2010년) - 소매치기 영호 역
- 《블러디 쉐이크》 (2010년) - 형사 1 역
- 《엄마의 휴가》 (2009년) - 서파의 정령 역
- 《귀향》 (2009년) - 필립 역
- 《마지막 귀갓길》 (2009년) - 수상남 역
- 《미인도》 (2008년) - 기생집 한량 14 역
- 《경로를 이탈하셨습니다》 (2007년)
- 《키사라즈 캐츠아이 월드시리즈》 (2006년, 일본영화)

### 드라마 & 시트콤
- 《7인의 탈출 시즌2》(SBS, 2024년)
- 《7인의 탈출》(SBS, 2023년)
- 《차달래 부인의 사랑》 (KBS2, 2018년) - 사공창호 역
- 《리턴》 (SBS, 2018년)
- 《나쁜 녀석들 : 악의 도시》 (OCN, 2018년) - 오성찬 역
- 《당신이 잠든 사이에》 (SBS, 2017년) - 교포 역
- 《최고의 한방》 (KBS2, 2017년) - 작곡가 역
- 《맨투맨》 (JTBC, 2017년)
- 《38사기동대》 (OCN, 2016년)
- 《별난가족》 (KBS1, 2016년)
- 《육룡이 나르샤》 (SBS, 2015년) - 이광 역
- 《올씽즈컴퍼니》 (CJ E&M, 2015년) - 박과장 역
- 《리셋》 (OCN, 2014년) - 검찰청 경호원 역
- 《신의 퀴즈 4》 (OCN, 2014년) - 강민철 역
- 《호텔킹》 (MBC, 2014년)
- 《쓰리 데이즈》 (SBS, 2014년) - 대통령수행2팀 수행원 역
- 《결혼의 여신》 (SBS, 2014년) - 코리아TV방송국 아나운서 역
- 《푸른거탑》 (tvN, 2013년) - 소위 주영호 역
- 《패밀리》 (KBS2, 2012년)
- 《행군 시즌 2》 (국방TV, 2012년)

### 연극
- 《저도 변기 받았어요》
- 《털복숭이 원숭이》
- 《덤 웨이터》
- 《악령》
- 《살인놀이》
- 《악령》
- 《금시계를 찾아서》
- 《도마의 증언》
- 《두 주인을 섬기는 하인》

### TVC
- 2017년 《스타필드고양》
- 2015년 《삼성기프티툰》, 《국민연금》, 《삼다수》, 《제스프리키위》, 《토비콤에스》, 《HK119머니》, 《매일유업》, 《참이슬》, 《CJ》,
- 2014년 《매일우유》, 《지르텍》, 《동부금융네트워크》, 《토비콤에스》, 《룽웨이자동차》
- 2013년 《쉐보레올란도》, 《포스코》, 《E1주유소》, 《우리은행》, 《KT&G》, 《삼성화재》
- 2012년 《기네스》
- 2011년 《쉐보레》
- 2010년 《E1 주유소》, 《채널 오픈스토리》
- 2009년 《중앙일보》, 《SK 생각대로 T》, 《박카스》
- 2008년 《롯데투자신탁》, 《아식스》
- 2007년 《카스RED》
- 2006년 《LG텔레콤 뱅크온》, 《공익광고 - 참, 잘했어요》, 《컨디션》